# Prazaroki
 (avril 2016).

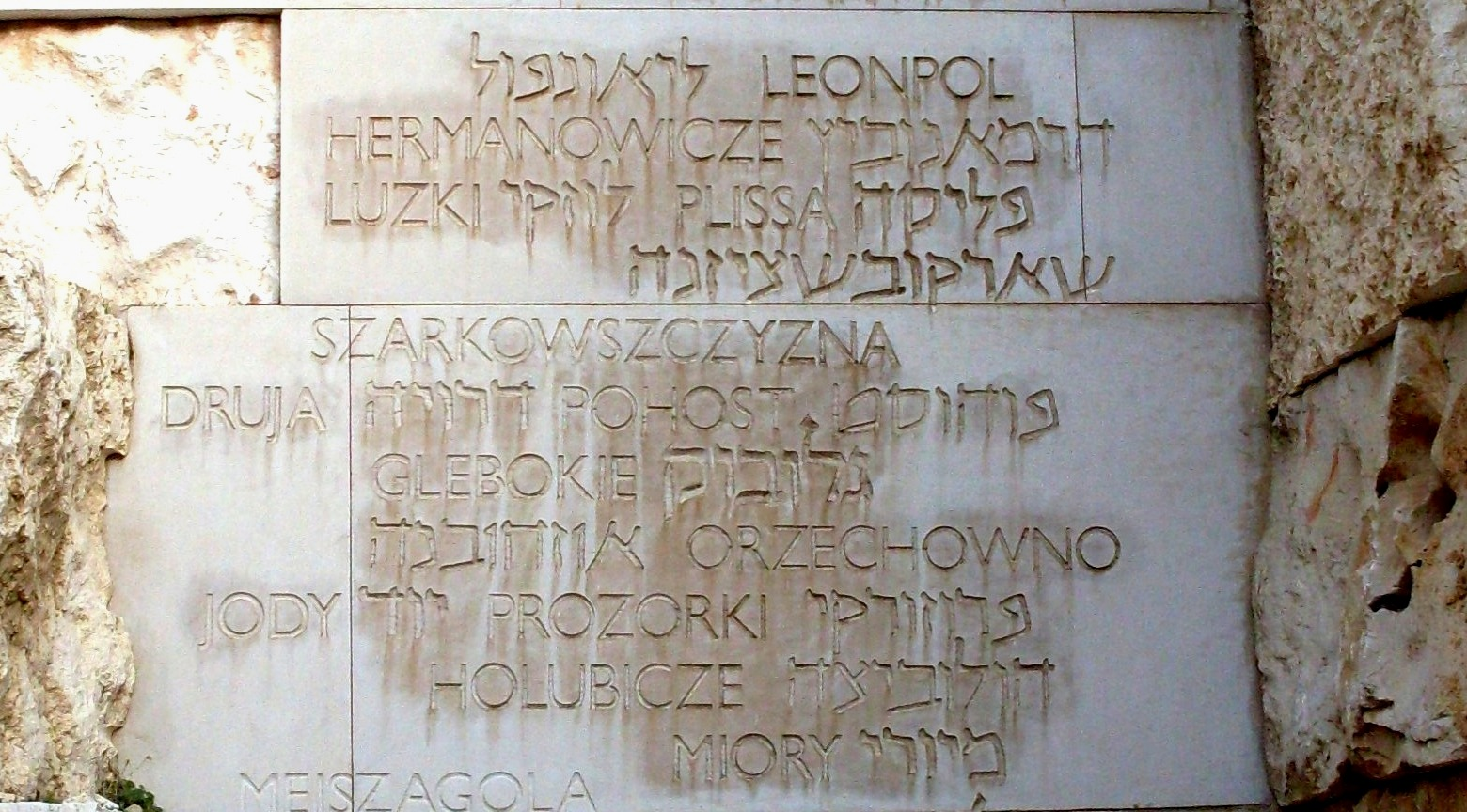
Stèle pour les victimes juives de la ville au Mémorial de Yad Vashem en Israël.

Prazaroki (biélorusse : Празаро́кі, russe : Прозорóки, polonais : Prozoroki) est un village de la Région de Vitebsk en Biélorussie.

## Histoire
En 1666, le village est acheté par Justynian Szczytt qui y construit un cloître franciscain. 
Au cours de la Seconde Guerre mondiale, la population juive est enfermée dans un ghetto(ru). Plusieurs centaines de juifs seront assassinés dans une exécution de masse perpétrée par un einsatzgruppen.

## Personnes célèbres
- Ihnat Ciarenćjevič Bujnicki (1861—1917) - acteur et réalisateur biélorusse.
- Michal Piatroŭski - prêtre catholique.